# Die Arbeiterkommune im Elpit-Haus
Die Arbeiterkommune im Elpit-Haus, auch Haus Nr. 13 (russisch № 13. Дом Эльпит-Рабкоммуна, Nr. 13. Dom Elpit-Rabkommuna), ist eine Kurzgeschichte des sowjetischen Schriftstellers Michail Bulgakow, die 1922 im Heft 2 des Petrograder Krasny schurnal dlja wsech erschien. Die Moskauer Verlagsgenossenschaft Nedra brachte den Text 1925 in Buchform innerhalb der Sammlung Teufeliaden heraus.

## Inhalt
Im Februar 1918 in Moskau: Herr Adolf Jossifowitsch Elpit, der Eigentümer des Mietshauses Nr. 13, hat sich in eine weit von seinem Hausbesitz entfernte Ecke der Stadt verkrochen und wartet dort ungeduldig das Ende der Sowjetmacht ab. Derweil hat er seinen Verwalter Boris Samoilowitsch Christi als „Aufseher“ vor Ort belassen. Christi hält aus und soll das Schlimmste verhindern. Die neuen „Besitzer“ – „nie gesehenes Volk“ – ergreifen jedoch sukzessive auf russische Art von den fünfundsiebzig Wohnungen Besitz. Ein Pappschild „Arbeiterkommune Nr. 13“ hängt bereits. Die Bolschewiken zahlen Christi sogar Gehalt – allerdings einen Bruchteil des Betrages, den Elpit vor 1918 gezahlt hatte.
Der Februarsturm tobt ums Haus. Neuer Schnee bringt neue Kälte. Christi verbietet das Aufstellen von Kanonenöfen der übermäßigen Rauchentwicklung wegen. Da hat der Aufseher die Rechnung ohne die aufmüpfige Annuschka Pyljajewa gemacht. Diese Frau weiß Bescheid: Christi wartet nur darauf, dass Elpit aus seinem Versteck kriechen kann. Irgendwann muss auch Christi einmal schlafen. Die nächste Nacht um zwei nach Christis Kontrollgang passiert es. Annuschka verfeuert den Parkettfußboden ihrer Wohnung und fackelt mit der Aktion das Mietshaus ab. Die vom Arbat herbeigerufene Feuerwehr steht vor einer niedergebrannten Arbeiterkommune Nr. 13.

## Hintergrund
- März 1994, Ralf Schröter

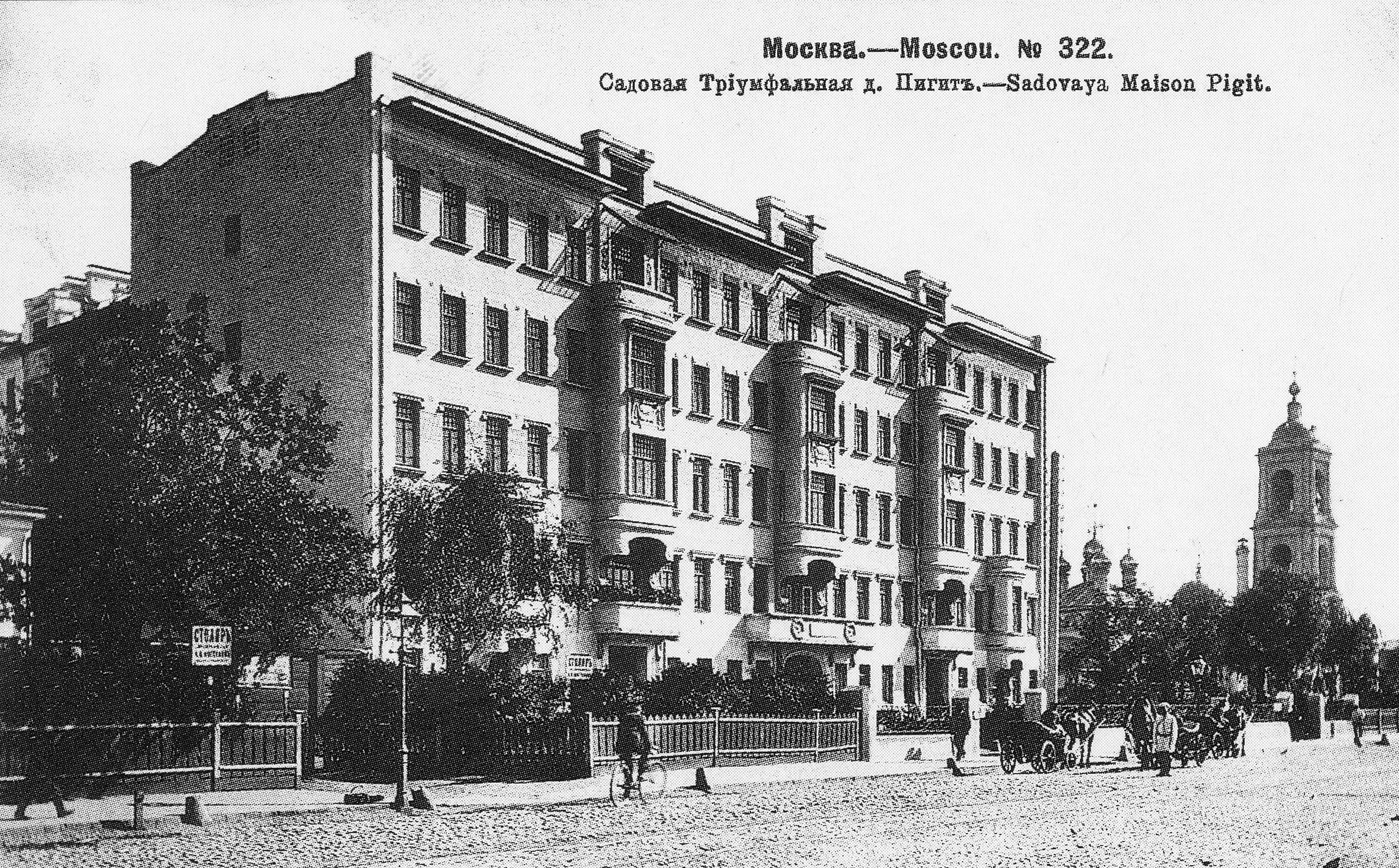
Das Elpit-Haus an der Sadowa vor dem Ersten Weltkrieg

  - In dem Elpit-Haus an der Sadowa[5] habe Bulgakow 1921 gewohnt. Darin habe auch eine körperbehinderte Annuschka bei Hausarbeiten einen Brand verursacht. Das Haus sei allerdings dabei nicht niedergebrannt.[6]
  - Bulgakow exemplifiziere, der Übergang vom Kriegskommunismus zur Neuen Ökonomischen Politik scheitere. Das ungebildete russische Volk fände nicht geradewegs zu zivilisiertem Verhalten.[7]
  - Der Text leitet die oben genannte Sammlung Teufeliaden ein. Eine Parallele zu Goethes Faust liegt nahe. Das Feuer im Elpit-Haus sei, um mit Mephisto zu sprechen, „nur ein Tropfen Fegefeuer“[8]. Das große Fegefeuer werde im Russland nach der Zarenzeit von anderen als von der Küchenhilfe Annuschka Pyljajewa gelegt.[9]

## Deutschsprachige Ausgaben
- Meistererzählungen. Aus dem Russischen übertragen von Aggy Jais (Das Verhängnis. Haus Nr. 13. Teufelsspuk. Tschitschikows Abenteuer). Goldmann, München 1979, ISBN 3-442-07030-9

Verwendete Ausgabe:
- Die Arbeiterkommune im Elpit-Haus. Aus dem Russischen von Thomas Reschke. S. 7–17 in Ralf Schröder (Hrsg.): Bulgakow: Teufeliaden. Erzählungen. Volk & Welt, Berlin 1994, ISBN 3-353-00945-0 (= Bd. 6: Gesammelte Werke (13 Bde.))